# Mierovo
Mierovo es un municipio del distrito de Dunajská Streda en la región de Trnava, Eslovaquia, con una población estimada a final del año 2024 de 461 habitantes.
Se encuentra ubicado al sur de la región, cerca de los ríos Danubio y Váh, y de la frontera con Hungría y la región de Bratislava.

## Demografía
| Año        | 1994 | 2004    | 2014    | 2024    |
| ---------- | ---- | ------- | ------- | ------- |
| Población  | 390  | 415     | 454     | 461     |
| Diferencia |      | +6,41 % | +9,39 % | +1,54 % |

| Año        | 2023 | 2024    |
| ---------- | ---- | ------- |
| Población  | 453  | 461     |
| Diferencia |      | +1,76 % |